# Pedro José Carrión
Pedro José Carrión Serpa fue un militar y político peruano que participó de la Guerra del Pacífico.
Nació en Trujillo, Perú, el 4 de julio de 1849. Inició sus estudios en su ciudad natal y los culminó en el Colegio Guadalupe de la ciudad de Lima donde se incorporó a la Escuela Militar. El 5 de enero de 1864 ingresó al Ejército. Participó en la Guerra del Pacífico destacándose su participación en la Batalla de Concepción durante la Campaña de la Breña como Comandante del Batallón "Libres de Ayacucho" al mando de 200 hombres. También se destaca su participación, hacia el final de la guerra, en la batalla de Huamachuco en la que resultaría gravemente herido.
Luego de la guerra desempeñó varios cargos políticos y diplomáticos. Fue Apoderado Fiscal permanente en Lima y otros siete departamentos. Asimismo ocupó prefecturas en los departamentos de Huánuco (1882), Áncash, Cajamarca y Cusco (1897). Asimismo fue subprefecto de las provincias de Ayabaca en el departamento de Piura (1898-1899), Chiclayo en el departamento de Lambayeque y Cajamarca. Durante su gestión como Prefecto del Cusco fundó el "Centro Científico del Cusco" en septiembre de 1897.
Falleció en Lima el 11 de julio de 1916. Fue enterrado en la Cripta de los Héroes del Cementerio Presbítero Maestro.

#### Libros y publicaciones
- Rénique C., José Luis (1980). «El Centro Científico del Cusco (1897- 1907)». Histórica IV (1).

- Datos: Q116272921